# Sea-Eye
Sea-Eye ist eine deutsche Hilfsorganisation zur Rettung von in Seenot geratenen, meist geflüchteten Menschen im Mittelmeer. Sitz der Nichtregierungsorganisation ist Regensburg.

## Geschichte

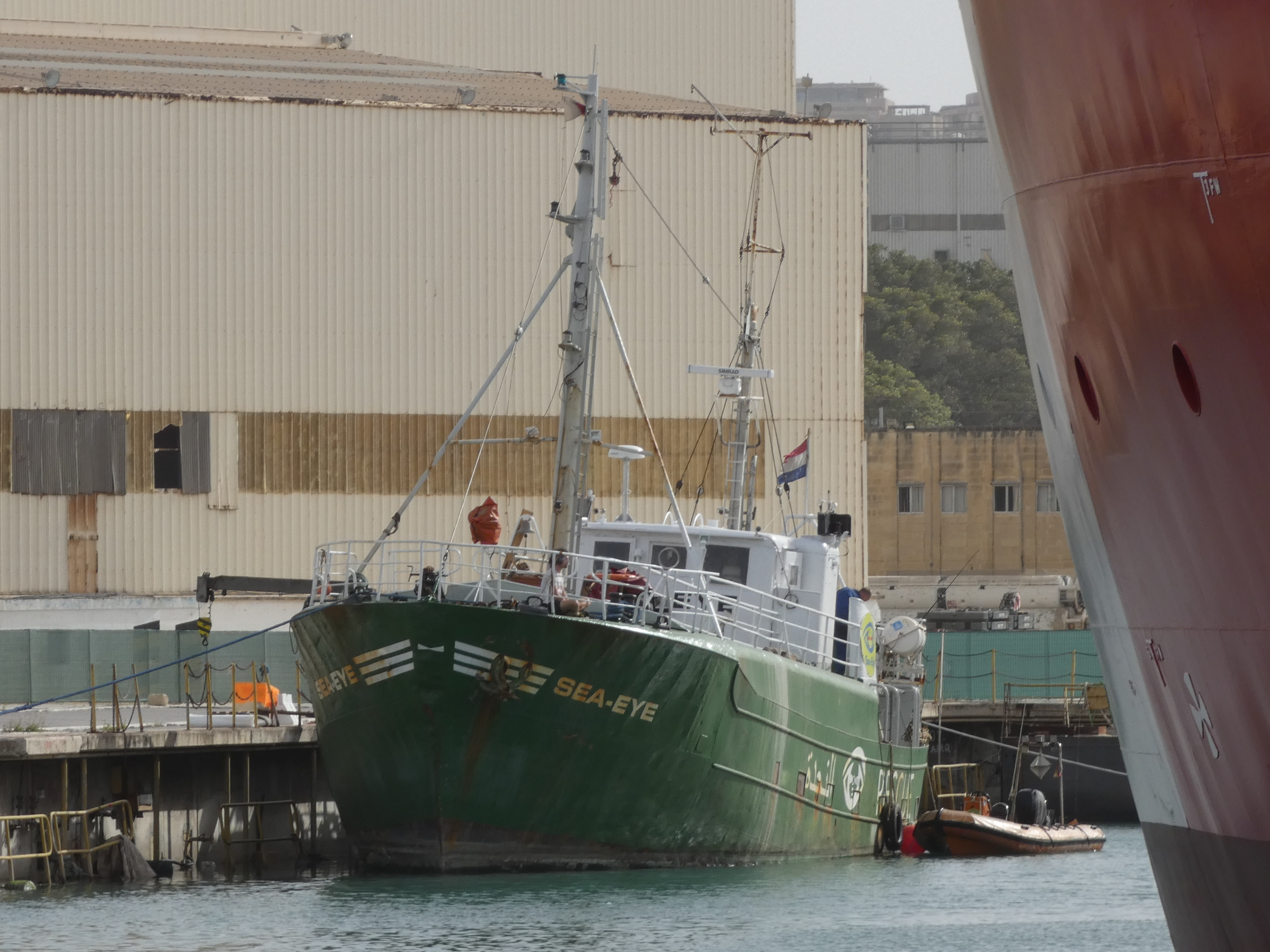
Das damalige „Flaggschiff“ Sea-Eye am 18. März 2018 in Valletta

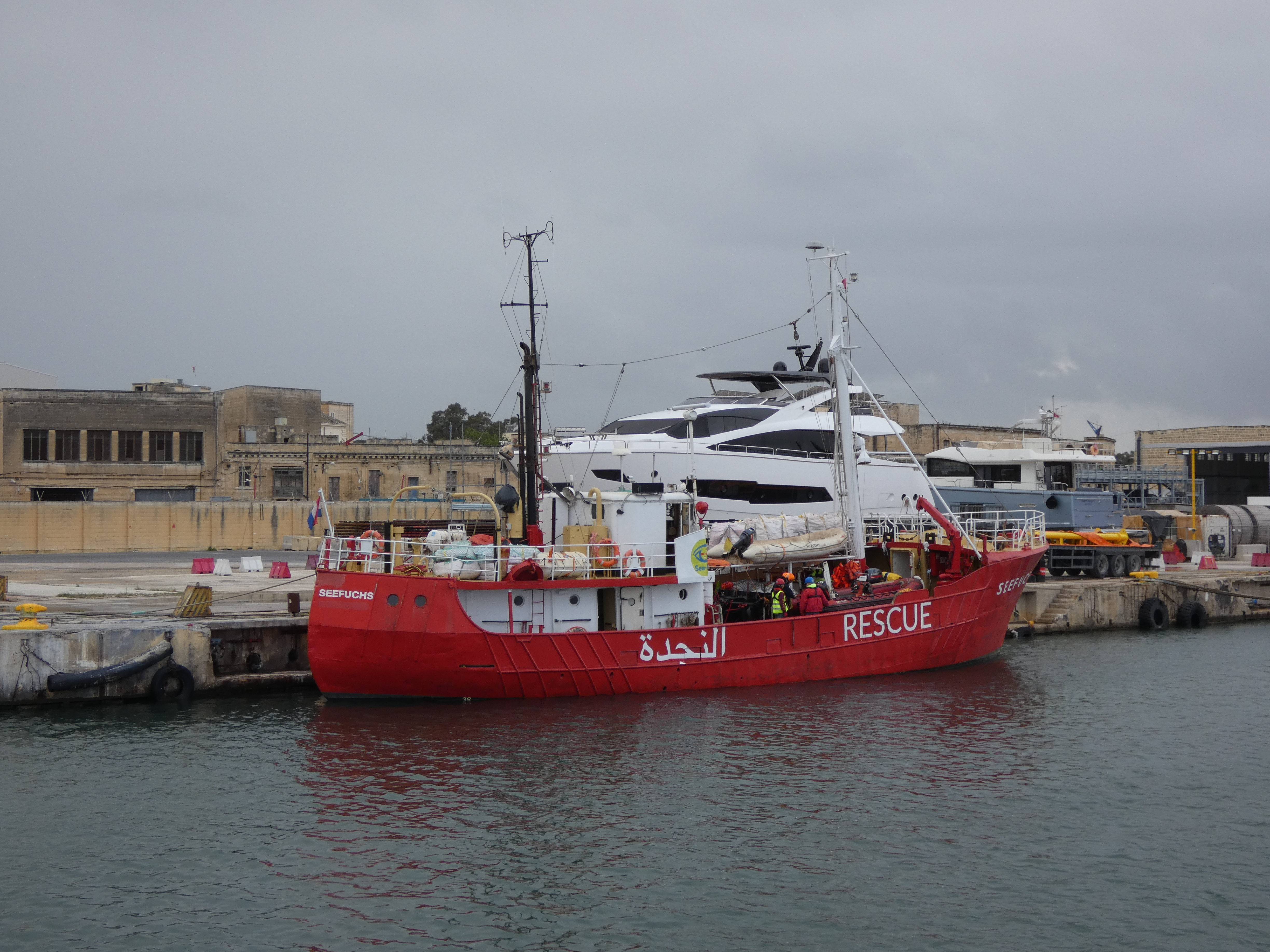
Die Seefuchs am 23. März 2018 im Hafen von Valletta

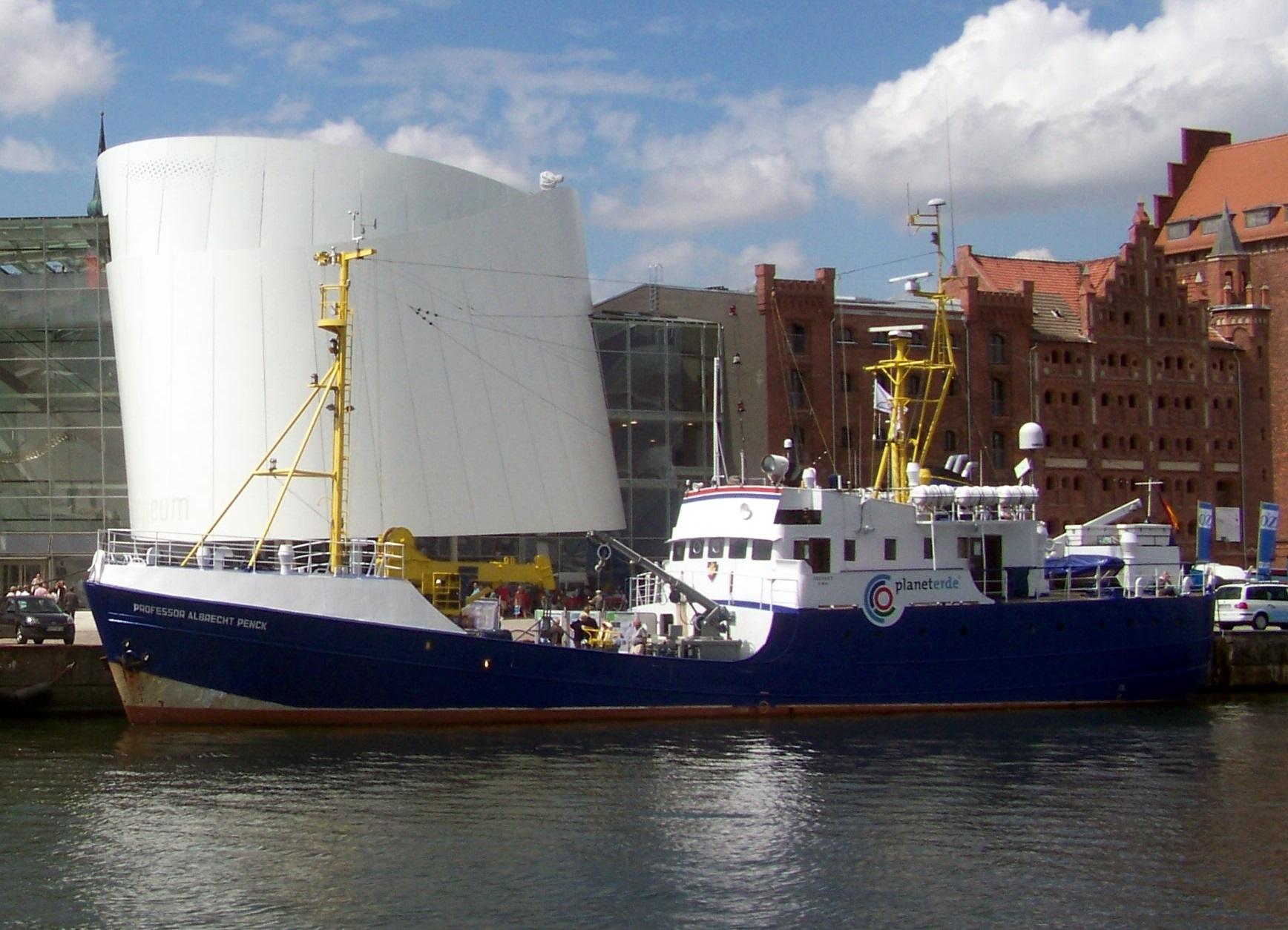
Alan Kurdi, die ehemalige Professor Albrecht Penck (2008)

Aus einer Initiative zur Hilfe von Flüchtlingen entstand die Idee zur Gründung der Hilfsorganisation Sea Eye. Unter anderem der Unternehmer Michael Buschheuer gründete im Jahr 2015 in Regensburg den Verein Sea Eye e. V.
Der Verein kaufte den 26 Meter langen, ehemaligen Fischkutter Sternhai aus Sassnitz (Rügen) und baute das hochseetaugliche Schiff für die Seenotrettung um. Das Schiff fährt seither unter dem Namen Sea-Eye. Das baugleiche Schwesterschiff ist der ehemalige Fischkutter Heringshai. Nach der Wende wurde dieses Schiff von privaten Eignern als Forschungs- und Traditionsschiff gepflegt und in Stand gehalten. Als Seefuchs wurde auch dieses Schiff seit März 2017 zur Seenotrettung im Mittelmeer eingesetzt.
Zusätzlich besaß Sea-Eye das Festrumpfschlauchboot Ribtec 1200 Cabin RIB. Das mit zwei innenliegend ausgestatteten Dieselmotoren bestückte Schiff erreicht bis zu 45 Knoten (83 km/h). Es befindet sich derzeit im Besitz der libyschen Küstenwache.
Sea-Eye teilte am 11. August 2017 mit, die Crew der Sea-Eye sei von der EU-Krisenbewältigungsoperation „Sophia“ aufgefordert worden, dem Schiff C-Star zu Hilfe zu eilen. Das Schiff hatte einen Maschinenschaden und sei manövrierunfähig. Das ehemalige Forschungsschiff war zu dieser Zeit von der rechtsextremen Identitären Bewegung für eine Aktion gegen die Rettung von Flüchtlingen gechartert worden. Da der Kutter Sea-Eye von der C-Star am wenigsten entfernt war, bekam sie von der MRCC Rom den Auftrag zur Hilfe. „In Seenot Geratenen zu helfen, ist die Pflicht eines jeden, der auf See ist – unterschiedslos zu seiner Herkunft, Hautfarbe, Religion oder Gesinnung“, erklärte Sea-Eye-Gründer Buschheuer.
Sea Eye erklärte Anfang August 2017 die Fortsetzung seiner Rettungsaktionen vor der libyschen Küste sei unter den aktuellen Umständen „nicht möglich“ und gegenüber den Crews nicht mehr zu verantworten.
Im September 2017 beschloss Sea-Eye, wieder Rettungsaktionen im Mittelmeer durchzuführen.
Nachdem italienische Behörden das Rettungsschiff Open Arms der Organisation Proactiva Open Arms im März 2018 festgesetzt hatten, weil dessen Besatzung sich geweigert hatte, den Anweisungen der Rettungsleitstelle in Rom Folge zu leisten, die das Kommando für einen Rettungseinsatz an die libysche Küstenwache übertragen hatte, veröffentlichte Sea-Eye eine Stellungnahme, nach der man zwar mit der Rettungsleitstelle in Rom kooperieren wolle, aber keine Personen an die libysche Küstenwache übergeben wolle.
Neben der Evangelischen Kirche in Deutschland (EKD) und dem Mennonitischen Hilfswerk gehört das Erzbistum München und Freising zu den Unterstützern des Vereins. So wies Reinhard Marx Anfang 2019 50.000 Euro aus den Mitteln des Erzbistums zur Unterstützung von Sea-Eye an.
Die Organisation setzte das neu gekaufte Rettungsschiff Professor Albrecht Penck im Mittelmeer ein, die Seefuchs wurde an die spanische Rettungsorganisation Proem-Aid verschenkt und in Life umbenannt, nachdem ein bayrischer Unternehmer dem Verein den Gegenwert gespendet hatte.
Die Professor Albrecht Penck wurde im Februar 2019 in Alan Kurdi umbenannt.
Am 1. September 2020 wurde bekannt gegeben, dass die Organisation ein weiteres, größeres Rettungsschiff kaufen werde. Ein geeignetes Schiff sei bereits gefunden und Einigung über den Kaufpreis erzielt worden.
Mit Hilfe des kirchlich initiierten Bündnis United4Rescue wurde die Sea-Eye 4, ein 1972 als Wind Express gebautes Offshore-Versorgungsschiff, gekauft. Das seit 2021 eingesetzte Schiff, das zunächst nach dem ebenfalls ertrunkenen Bruder von Alan Kurdi auf den Namen Ghalib Kurdi benannt werden sollte, ist das bisher größte Schiff des Vereins im Mittelmeer. Das Bündnis kündigte an, sich mit 434.000 Euro am Schiff beteiligen zu wollen. Weitere Gelder kamen von der katholischen Kirche, bei der drei Bistümer insgesamt 125.000 Euro zur Verfügung stellten, sowie vom österreichischen Schauspieler Hans Sigl, der mit seiner Frau Susanne dafür 30.000 Euro in einem Promi-Special der ARD-Sendung Das Quiz mit Jörg Pilawa gewann. Sea-Eye e. V. kaufte das Schiff Ende 2020. Dank tausender Spenden konnte United4Rescue nicht nur Kauf und Umbau maßgeblich finanzieren, sondern auch die ersten Einsätze der Sea-Eye 4. Insgesamt hat United4Rescue das neue Rettungsschiff mit 857.000 € gefördert. Im Februar 2021 wurde das Schiff auf den Namen „Sea-Eye 4“ getauft. Es fährt unter deutscher Flagge.
Zwischen 2018 und 2020 entstand der mehrfach ausgezeichnete Dokumentarfilm Route 4, der den Weg von Geflüchteten durch Afrika, Libyen und das Mittelmeer nach Europa behandelt. Kinostart in Deutschland und Österreich war der 24. November 2021. Der Film wurde am 24. Oktober 2022 auf Pro7 gezeigt. Am anschließenden, von Klaas Heufer-Umlauf moderierten Talk danach nahm u. a. die Vizepräsidentin des Europäischen Parlaments Katarina Barley teil.
Am 19. Juli 2021 gab Sea-Eye bekannt, dass die Alan Kurdi für 400.000 € an die italienische Seenotrettungsorganisation ResQ verkauft wird.
In einer gemeinsamen Pressemitteilung erklärten Gemeinsam_Retten und Sea-Eye, den ursprünglich für die Deutsche Gesellschaft zur Rettung Schiffbrüchiger fahrenden früheren Kreuzer der 23,3-Meter-Klasse "Nis Randers" für 465.000 € von einem privaten Eigner gekauft zu haben. Das Schiff werde umgebaut und überholt. Es solle dann unter dem Namen Sea-Eye 5 Rettungseinsätze im Mittelmeer fahren.

## Rettungseinsätze
Die Schiffe des Vereins stehen zur Hilfe für Seenotfälle vor der libyschen Küste bereit. Sie leisten Erste Hilfe, versorgen die Flüchtenden mit Schwimmwesten und Wasser. Die Schiffe haben eine kleine Krankenstation an Bord.
Das Festrumpfschlauchboot Speedy wurde nach Angaben von Sea-Eye am 9. September 2016 von der Libyschen Küstenwache in Besitz genommen und befindet sich seither an einem unbekannten Ort in Libyen.
Sea-Eye rettete nach eigenen Angaben seit Beginn ihrer Einsätze im April 2016 rund 12.000 Menschen. Mehrere hundert ehrenamtliche Helfer arbeiteten bis zum Stopp der Missionen im August 2017 auf den beiden Schiffen Sea-Eye und Seefuchs.

## Preise/Ehrungen
Im Jahr 2019 wurde der Georg-Elser-Preis für Zivilcourage an den Sea-Eye-Gründer Michael Buschheuer verliehen.
Im Herbst 2020 wurde die Eiserne Brücke in Regensburg symbolisch für drei Monate in „Michael-Buschheuer-Brücke“ umbenannt, realisiert durch den Künstler Dušan Zahoranský.
Im Jahr 2021 wurde Sea-Eye vom Bürgermeister von Palermo die Ehrenbürgerschaft verliehen.
In der Regensburger Stadtregierung sorgte 2021 eine mögliche Auszeichnung des Sea-Eye-Gründers Michael Buschheuer für Kontroversen insbesondere zwischen der CSU und den anderen Koalitionsparteien.
Buschheuer erhielt im Jahr 2022 den Brückenpreis der Stadt Regensburg.